# Shake It (песня Беллы Торн)
«Shake It» — сингл американской рэп-исполнительницы Беллы Торн, вышедший в январе 2021 года. На песню был снят откровенный видеоклип, в котором появилась порнозвезда Абелла Дейнджер, Торн также выступила его режиссёром. Клип вскоре был удален YouTube, по утверждению самой Торн, из-за цензуры по отношению к женщинам, однако в скором времени был возвращён[уточнить] Продолжением сюжета песни является композиция «In You».

## Видеоклип
В видеоклипе разворачиваются событие того, как Белла Торн прерывает свадьбу Абеллы Дейнджер, заявляя:

Это моя сучка!
Оригинальный текст (англ.)That's my bitch!
— 

Обнаженные Белла Торн (слева) и Абелла Дейнджер (справа) в видеоклипе

После чего, две девушки целуются по французски, танцуют тверк, имитируют секс на кровати, усыпанной лепестками роз, кормят друг друга клубникой и, под конец, срывают друг с друга лифчики. На протяжении всего видеоклипа Белла Торн называет Абеллу своей сучкой и возлюбленной, намекая на значение активов и пассивов в БДСМ-смысле.

С Абеллой у нас очень необъяснимая естественная химия. В этой ситуации нам обеим было очень комфортно.
Оригинальный текст (англ.)With Abella, we have a very natural chemistry. In this situation, we were both very comfortable.
— Белла Торн о режиссуре Shake It.
Однако после премьеры «Shake It» на YouTube Торн посетовала на его внезапное исчезновение в социальных сетях, назвав это «цензурой против женщин».

Это был действительно момент «какого хуя». В этом видео нет ничего настолько откровенного, что его следовало бы убрать с YouTube. У какого рэпера нет даже большего, намного большего, чем это? Есть также употребление наркотиков в видео, и употребление алкоголя за рулем, и демонстрация того, как это делают дети, и насилие с применением огнестрельного оружия, и все эти другие вещи. Но вы убираете мой клип за то, что я трясу задницей вместе с Абеллой? Что с этим не так? Почему мужчинам это всегда сходит с рук? И женщины — это та же самая история, которую, я чувствую, люди устали слышать, но им нужно продолжать её слышать, потому они должны измениться.
Оригинальный текст (англ.)It was a really 'what the fuck' moment. There's nothing in this video that's so explicit that it should be taken off YouTube. What rapper doesn't have even more, so much more than that? There's also doing drugs in videos, and drinking while driving, and showing kids to do that, and gun violence, and all these other things. But you're going to take it down for me shaking my ass with Abella? What is up with that? Why do the men always get away with it? And the women — it's that same story that I feel like people are tired of hearing, but they need to keep hearing it, because things need to change.

Однако через несколько дней видеоролик вернулся на YouTube.

## Список композиций
1. «Shake It» — 2:22
2. «Shake It» (цензурная версия) — 2:22

## Чарты
| Хит-парад (2021) | Высшая позиция |
| ---------------- | -------------- |
| Thriller         | 20             |